# Interim Biogeographic Regionalisation for Australia
Die Interim Biogeographic Regionalisation for Australia (übersetzt die Vorläufige biogeographische Regionalisierung Australiens, abgekürzt IBRA) ist eine biogeographische Einteilung Australiens, die von der australischen Regierungsbehörde Department of the Environment, Water, Heritage and the Arts entwickelt wurde. Genutzt wird diese Einteilung, um auf ihrer Basis Landschaftsschutzgebiete einzurichten.

## IBRA-Regionen und Subregionen (Version 6.1)
Aktuell ist folgende Einteilung gültig. Die einzelnen Abkürzungen der Regionen sind in Klammern angegeben.
- Australian Alps (AA)
  - Australian Alps (AA1)
  - Victorian Alps (AA2)
- Arnhem Coast (ARC)
  - Arnhem Coast P1 (ARC1)
  - Arnhem Coast P2 (ARC2)
  - Arnhem Coast P3 (ARC3)
  - Arnhem Coast P4 Groote (ARC4)
  - Arnhem Coast P5 Wessels (ARC5)
- Arnhem Plateau (ARP)
  - Arnhem Plateau P1 (ARP1)
  - Arnhem Plateau P2 (ARP2)
- Avon Wheatbelt (AW)
  - Avon Wheatbelt P1 (AW1)
  - Avon Wheatbelt P2 (AW2)
- Brigalow Belt North (BBN)
  - Townsville Plains (BBN1)
  - Bogie River Hills (BBN2)
  - Cape River Hills (BBN3)
  - Beucazon Hills (BBN4)
  - Wyarra Hills (BBN5)
  - Northern Bowen Basin (BBN6)
  - Belyando Downs (BBN7)
  - Upper Belyando Floodout (BBN8)
  - Anakie Inlier (BBN9)
  - Basalt Downs (BBN10)
  - Isaac – Comet Downs (BBN11)
  - Nebo – Connors Ranges (BBN12)
  - South Drummond Basin (BBN13)
  - Marlborough Plains (BBN14)
- Brigalow Belt South (BBS)
  - Claude River Downs (BBS1)
  - Woorabinda (BBS2)
  - Boomer Range (BBS3)
  - Mount Morgan Ranges (BBS4)
  - Callide Creek Downs (BBS5)
  - Arcadia (BBS6)
  - Dawson River Downs (BBS7)
  - Banana – Auburn Ranges (BBS8)
  - Buckland Basalts (BBS9)
  - Carnarvon Range (BBS10)
  - Taroom Downs (BBS11)
  - Southern Downs (BBS12)
  - Barakula (BBS13)
  - Dulacca Downs (BBS14)
  - Weribone High (BBS15)
  - Tara Downs (BBS16)
  - Eastern Darling Downs (BBS17)
  - Inglewood Sandstones (BBS18)

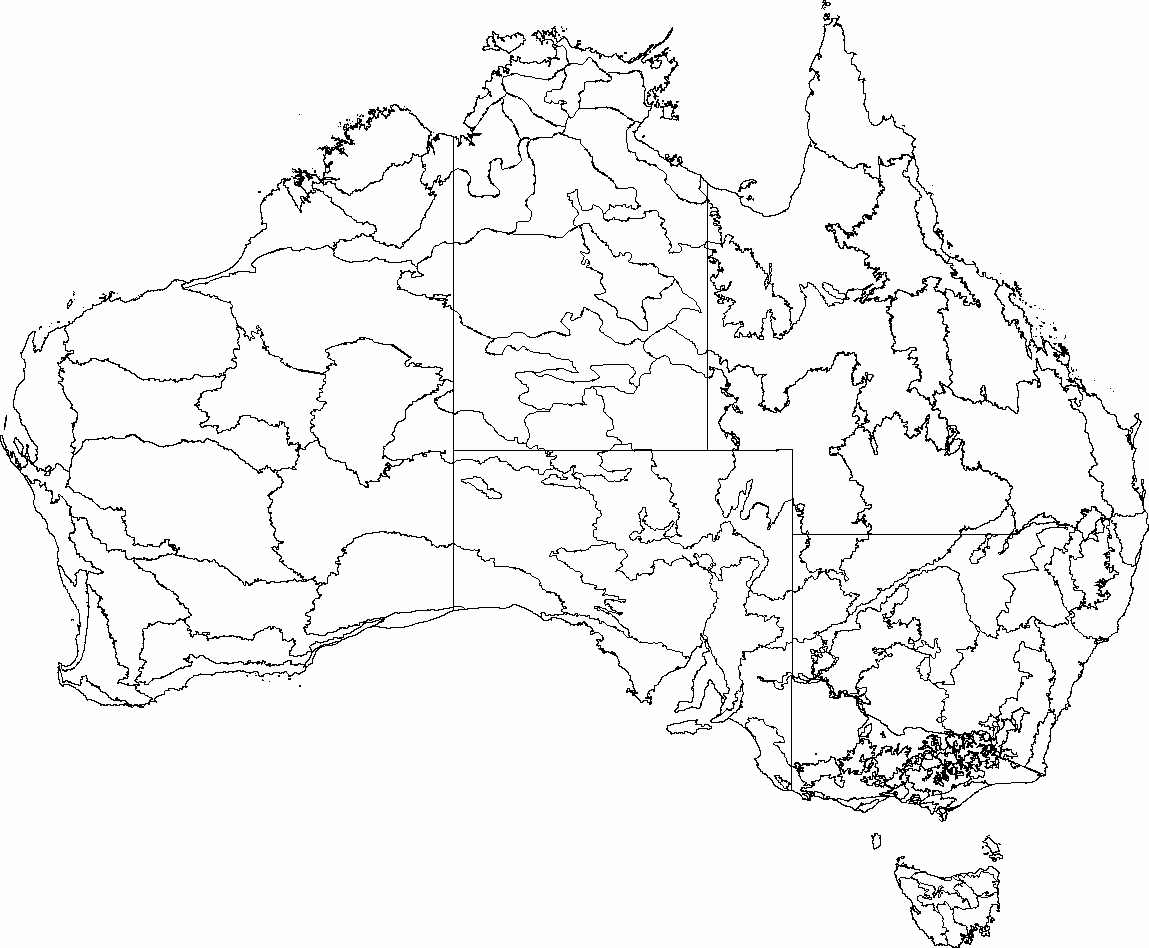
IBRA 6.1 regions map

  - Moonie R. – Commoron Creek Floodout (BBS19)
  - Moonie – Barwon Interfluve (BBS20)
  - Northern Basalts (BBS21)
  - Northern Outwash (BBS22)
  - Pilliga Outwash (BBS23)
  - Pilliga (BBS24)
  - Liverpool Plains (BBS25)
  - Liverpool Range (BBS26)
  - Talbragar Valley (BBS27)
  - Narrandool (BBS28)
- Ben Lomond (BEL)
  - Ben Lomond (BEL)
- Broken Hill Complex (BHC)
  - Barrier Range (BHC1)
  - Mootwingee Downs (BHC2)
  - Scopes Range (BHC3)
  - Barrier Range Outwash (BHC4)
- Burt Plain (BRT)
  - Burt Plain P1 (BRT1)
  - Burt Plain P2 (BRT2)
  - Burt Plain P3 (BRT3)
  - Burt Plain P4 (BRT4)
- Central Arnhem (CA)
  - Central Arnhem P1 (CA1)
  - Central Arnhem P2 (CA2)
- Carnarvon (CAR)
  - Cape Range (CAR1)
  - Wooramel (CAR2)
- Channel Country (CHC)
  - Toko Plains (CHC1)
  - Sturt Stony Desert (CHC2)
  - Goneaway Tablelands (CHC3)
  - Diamantina-Eyre (CHC4)
  - Cooper Plains (CHC5)
  - Coongie (CHC6)
  - Lake Pure (CHC7)
  - Noccundra Slopes (CHC8)
  - Tibooburra Downs (CHC9)
  - Core Ranges (CHC10)
  - Bulloo (CHC11)
  - Bulloo Dunefields (CHC12)
  - Central Depression (CHC13)
- Central Kimberley (CK)
  - Pentecost (CK1)
  - Hart (CK2)
  - Mount Eliza (Kimberley, Western Australia) (CK3)
- Central Mackay Coast (CMC)
  - Whitsunday (CMC1)
  - Proserpine – Sarina Lowlands (CMC2)
  - Clarke – Connors Ranges (CMC3)
  - Byfield (CMC4)
  - Manifold (CMC5)
  - Debella (CMC6)
- Coolgardie (COO)
  - Mardabilla (COO1)
  - Southern Cross (COO2)
  - Eastern Goldfields (COO3)
- Cobar Peneplain (CP)
  - Boorindal Plains (CP1)
  - Barnato Downs (CP2)
  - Canbelego Downs (CP3)
  - Nymagee (CP4)
  - Lachlan Plains (CP5)
- Central Ranges (CR)
  - Mann-Musgrave Block (CR1)
  - Wataru (CR2)
  - Everard Block (CR3)
- Cape York Peninsula (CYP)
  - Coen – Yambo Inlier (CYP1)
  - Starke Coastal Lowlands (CYP2)
  - Cape York – Torres Strait (CYP3)
  - Jardine – Pascoe Sandstones (CYP4)
  - Battle Camp Sandstones (CYP5)
  - Laura Lowlands (CYP6)
  - Weipa Plateau (CYP7)
  - (Northern) Holroyd Plain (CYP8)
  - Coastal Plains (CYP9)
- Daly Basin (DAB)
  - Daly Basin (DAB)
- Darwin Coastal (DAC)
  - Darwin Coastal (DAC)
- Desert Uplands (DEU)
  - Prairie – Torrens Creeks Alluvials (DEU1)
  - Alice Tableland (DEU2)
  - Cape-Campaspe Plains (DEU3)
  - Jericho (DEU4)
- Dampierland (DL)
  - Fitzroy Trough (DL1)
  - Pindanland (DL2)
- Davenport Murchison Ranges (DMR)
  - Davenport Murchison Range P1 (DMR1)
  - Davenport Murchison Range P2 (DMR2)
  - Davenport Murchison Range P3 (DMR3)
- Darling Riverine Plains (DRP)
  - Culgoa-Bokhara (DRP1)
  - Warrambool-Moonie (DRP2)
  - Castlereagh-Barwon (DRP3)
  - Bogan-Macquarie (DRP4)
  - Louth Plains (DRP5)
  - Wilcannia Plains (DRP6)
  - Menindee (DRP7)
  - Great Darling Anabranch (DRP8)
  - Pooncarie-Darling (DRP9)
- Einasleigh Uplands (EIU)
  - Georgetown – Croydon (EIU1)
  - Kidston (EIU2)
  - Hodgkinson Basin (EIU3)
  - Broken River (EIU4)
  - Undara – Toomba Basalts (EIU5)
  - Herberton – Wairuna (EIU6)
- Esperance Plains (ESP)
  - Fitzgerald (ESP1)
  - Recherche (ESP2)
- Eyre Yorke Block (EYB)
  - Southern Yorke (EYB1)
  - St Vincent (EYB2)
  - Eyre Hills (EYB3)
  - Talia (EYB4)
  - Eyre Mallee (EYB5)
- Finke (FIN)
  - Finke P1 (FIN1)
  - Finke P2 (FIN2)
  - Tieyon, Finke P3 (FIN3)
  - Pedirka (FIN4)
- Flinders Lofty Block (FLB)
  - Mount Lofty Ranges (FLB1)
  - Broughton (FLB2)
  - Olary Spur (FLB3)
  - Southern Flinders (FLB4)
  - Northern Flinders (FLB5)
- Flinders (FLI)
  - Wilsons Promontory (FUR1)
  - Flinders (FUR2)
- Gascoyne (GAS), Teil der Western Australian Mulga Shrublands
  - Ashburton (GAS1)
  - Carnegie (GAS2)
  - Augustus (GAS3)
- Gawler (GAW)
  - Myall Plains (GAW1)
  - Gawler Volcanics (GAW2)
  - Gawler Lakes (GAW3)
  - Arcoona Plateau (GAW4)
  - Kingoonya (GAW5)
- Gibson Desert (GD)
  - Lateritic Plain (GD1)
  - Dune Field (GD2)
- Gulf Fall and Uplands (GFU)
  - McArthur – South Nicholson Basins (GFU1)
  - Gulf Fall and Uplands P2 (GFU2)
- Geraldton Sandplains (GS)
  - Geraldton Hills (GS1)
  - Leseur Sandplain (GS2)
- Great Sandy Desert (GSD)
  - McLarty (GSD1)
  - Mackay (GSD2)
  - Great Sandy Desert P3 (GSD3)
  - Great Sandy Desert P4 (GSD4)
  - Great Sandy Desert P5 (GSD5)
  - Great Sandy Desert P6 (GSD6)
- Gulf Coastal (GUC)
  - Gulf Coastal P1 (GUC1)
  - Gulf Coastal P2 Pellews (GUC2)
- Gulf Plains (GUP)
  - Karumba Plains (GUP1)
  - Armraynald Plains (GUP2)
  - Woondoola Plains (GUP3)
  - Mitchell – Gilbert Fans (GUP4)
  - Claraville Plains (GUP5)
  - Holroyd Plain – Red Plateau (GUP6)
  - Doomadgee Plains (GUP7)
  - Donors Plateau (GUP8)
  - Gilberton Plateau (GUP9)
  - Wellesley Islands (GUP10)
- Great Victoria Desert (GVD)
  - Shield (GVD1)
  - Central (GVD2)
  - Eastern, Maralinga (GVD3)
  - Kintore (GVD4)
  - Tallaringa (GVD5)
  - Yellabinna (GVD6)
- Hampton (HAM)
  - Hampton (HAM)
- Jarrah Forest (JF)
  - Northern Jarrah Forest (JF1)
  - Southern Jarrah Forest (JF2)
- Kanmantoo (KAN)
  - Kangaroo Island (KAN1)
  - Fleurieu (KAN2)
- King (KIN)
  - King (KIN)
- Little Sandy Desert (LSD)
  - Rudall (LSD1)
  - Trainor (LSD2)
- MacDonnell Ranges (MAC)
  - MacDonnell Ranges P1 (MAC1)
  - MacDonnell Ranges P2 (MAC2)
  - MacDonnell Ranges P3 (MAC3)
- Mallee (MAL)
  - Eastern Mallee (MAL1)
  - Western Mallee (MAL2)
- Murray Darling Depression (MDD)
  - South Olary Plain, Murray Basin Sands (MDD1)
  - Murray Mallee (MDD2)
  - Murray Lakes and Coorong (MDD3)
  - Lowan Mallee (MDD4)
  - Wimmera (MDD5)
  - Darling Depression (MDD6)
- Mitchell Grass Downs (MGD)
  - Mitchell Grass Downs P1 (MGD1)
  - Barkly Tableland (MGD2)
  - Georgina Limestone (MGD3)
  - Southwestern Downs (MGD4)
  - Kynuna Plateau (MGD5)
  - Northern Downs (MGD6)
  - Central Downs (MGD7)
  - Southern Wooded Downs (MGD8)
- Mount Isa Inlier (MII)
  - Southwestern Plateaus & Floodouts (MII1)
  - Thorntonia (MII2)
  - Mount Isa Inlier (MII3)
- Mulga Lands (ML)
  - West Balonne Plains (MUL1)
  - Eastern Mulga Plains (MUL2)
  - Nebine Plains, Block Range (MUL3)
  - North Eastern Plains (MUL4)
  - Warrego Plains (MUL5)
  - Langlo Plains (MUL6)
  - Cuttaburra-Paroo (MUL7)
  - West Warrego (MUL8)
  - Northern Uplands (MUL9)
  - West Bulloo (MUL10)
  - Urisino Sandplains (MUL11)
  - Warrego Sands (MUL12)
  - Kerribree Basin (MUL13)
  - White Cliffs Plateau (MUL14)
  - Paroo Overflow (MUL15)
  - Paroo-Darling Sands (MUL16)
- Murchison (MUR)
  - Eastern Murchison (MUR1)
  - Western Murchison (MUR2)
- Nandewar (NAN)
  - Nandewar, Northern Complex (NAN1)
  - Inverell Basalts (NAN2)
  - Kaputar (NAN3)
  - Peel (NAN4)
- Naracoorte Coastal Plain (NCP)
  - Bridgewater (NCP1)
  - Glenelg Plain (NCP2)
  - Lucindale (NCP3)
  - Tintinara (NCP4)
- New England Tablelands (NET)
  - Bundarra Downs (NET1)
  - Beardy River Hills (NET2)
  - Walcha Plateau (NET3)
  - Armidale Plateau (NET4)
  - Wongwibinda Plateau (NET5)
  - Deepwater Downs (NET6)
  - Glen Innes-Guyra Basalts (NET7)
  - Ebor Basalts (NET8)
  - Moredun Volcanics (NET9)
  - Severn River Volcanics (NET10)
  - Northeast Forest Lands (NET11)
  - Tenterfield Plateau (NET12)
  - Yarrowyck-Kentucky Downs (NET13)
  - Binghi Plateau (NET14)
  - Stanthorpe Plateau (NET15)
  - Eastern Nandewars (NET16)
  - Tingha Plateau (NET17)
  - Nightcap (NET18)
  - Round Mountain, New South Wales (NET19)
- Northern Kimberley (NK)
  - Mitchell (NK1)
  - Berkeley (NK2)
- NSW North Coast (NNC)
  - Washpool (NNC1)
  - Cataract (NNC2)
  - Dalmorton (NNC3)
  - Chaelundi (NNC4)
  - Yuraygir (NNC5)
  - Coffs Coast & Escarpment (NNC6)
  - Macleay Hastings (NNC7)
  - Carrai Plateau (NNC8)
  - Macleay Gorges (NNC9)
  - Upper Manning (NNC10)
  - Comboyne Plateau (NNC11)
  - Mummel Escarpment (NNC12)
  - Barrington (NNC13)
  - Tomalla (NNC14)
  - Ellerston (NNC15)
  - Upper Hunter (NNC16)
  - Karuah Manning (NNC17)
  - Rocky River Gorge (NNC18)
  - Guy Fawkes (NNC19)
- NSW South Western Slopes (NSS)
  - Northern Inland Slopes, Upper Slopes (NSS1)
  - Lower Slopes (NSS2)
- Nullarbor (NUL)
  - Northern band, Carlisle (NUL1)
  - Central band, Nullarbor Plain (NUL2)
  - Yalata (NUL3)
- Ord Victoria Plain (OVP)
  - Ord, Ord-Victoria Plains P1 (OVP1)
  - South Kimberley Interzone (OVP2)
  - Ord-Victoria Plains P3 (OVP3)
  - Ord-Victoria Plains P4 (OVP4)
- Pine Creek (PCK)
  - Pine Creek (PCK)
- Pilbara (PIL)
  - Chichester (PIL1)
  - Fortescue (PIL2)
  - Hamersley (PIL3)
  - Roebourne (PIL4)
- Riverina (RIV)
  - Lachlan (RIV1)
  - Murrumbidgee (RIV2)
  - Murray Fans (RIV3)
  - Victorian Riverina (RIV4)
  - Robinvale Plains (RIV5)
  - Murray Scroll Belt (RIV6)
- Sydney Basin (SB)
  - Kerrabee (SB1)
  - Hunter (SB2)
  - Capertee (SB3)
  - Wollemi (SB4)
  - Yengo (SB5)
  - Wyong (SB6)
  - Pittwater (SB7)
  - Cumberland (SB8)
  - Burragorang (SB9)
  - Sydney Cataract (SB10)
  - Moss Vale (SB11)
  - Illawarra (SB12)
  - Ettrema (SB13)
  - Jervis (SB14)
- South East Coastal Plain (SCP)
  - Gippsland Plain (SCP1)
  - Otway Plain (SCP2)
  - Warrnambool Plain (SCP3)
- South East Corner (SEC)
  - East Gippsland Lowlands (SEC1)
  - South East Coastal Ranges (SEC2)
  - Bateman (SEC3)
  - Highlands – Far East (SEC4)
- South Eastern Highlands (SEH)
  - Highlands – Southern Fall (SEH1)
  - Highlands – Northern Fall (SEH2)
  - Otway Ranges (SEH3)
  - Strzelecki Ranges (SEH4)
  - South Eastern Highlands (SEH5)
  - Murrumbateman (SEH6)
  - Bungonia (SEH7)
  - Kanangra (SEH8)
  - Crookwell (SEH9)
  - Oberon (SEH10)
  - Bathurst (SEH11)
  - Orange (SEH12)
  - Hill End (SEH13)
  - Bondo (SEH14)
  - Kybeyan – Gourock (SEH15)
  - Monaro (SEH16)
- South East Queensland (SEQ)
  - Burnett – Curtis Hills and Ranges (SEQ1)
  - Moreton Basin (SEQ2)
  - Southeast Hills and Ranges, Murwillumbah (SEQ3)
  - Southern Coastal Lowlands (SEQ4)
  - Brisbane – Barambah Volcanics (SEQ5)
  - South Burnett (SEQ6)
  - Gympie Block (SEQ7)
  - Burnett – Curtis Coastal Lowlands (SEQ8)
  - Great Sandy (SEQ9)
  - Richmond – Tweed, Scenic Rim (SEQ10)
  - Woodenbong (SEQ11)
  - Clarence Sandstones (SEQ12)
  - Clarence Lowlands (SEQ13)
- Simpson Strzelecki Dunefields (SSD)
  - Simpson-Strzelecki Dunefields P1 (SSD1)
  - Simpson Desert (SSD2)
  - Dieri (SSD3)
  - Warriner (SSD4)
  - Strzelecki Desert, Western Dunefields (SSD5)
- Stony Plains (STP)
  - Breakaways, Stony Plains (STP1)
  - Oodnadatta (STP2)
  - Murnpeowie (STP3)
  - Peake-Dennison Inlier (STP4)
  - Macumba (STP5)
- Sturt Plateau (STU)
  - Sturt Plateau P1 (STU1)
  - Sturt Plateau P2 (STU2)
  - Sturt Plateau P3 (STU3)
- Swan Coastal Plain (SWA)
  - Dandaragan Plateau (SWA1)
  - Perth (SWA2)
- Tanami (TAN)
  - Tanami P1 (TAN1)
  - Tanami P2 (TAN2)
  - Tanami P3 (TAN3)
- Tasmanian Central Highlands (TCH)
  - Central Highlands (TCH)
- Tiwi Cobourg (TIW)
  - Tiwi-Cobourg P1 (TIW1)
  - Tiwi-Cobourg P2 (TIW2)
- Tasmanian Northern Midlands (TNM)
  - Northern Midlands (TNM)
- Tasmanian Northern Slopes (TNS)
  - Northern Slopes (TNS)
- Tasmanian South East (TSE)
  - South East (TSE)
- Tasmanian Southern Ranges (TSR)
  - Southern Ranges (TSR)
- Tasmanian West (TWE)
  - West (TWE)
- Victoria Bonaparte (VB)
  - Victoria Bonaparte P1 (VB1)
  - Victoria Bonaparte P2 (VB2)
  - Victoria Bonaparte P3 (VB3)
- Victorian Midlands (VM)
  - Goldfields (VM1)
  - Central Victorian Uplands (VM2)
  - Greater Grampians (VM3)
  - Dundas Tablelands (VM4)
- Victorian Volcanic Plain (VVP)
  - Victorian Volcanic Plain (VVP1)
  - Mount Gambier (VVP2)
- Warren (WAR)
  - Warren (WAR)
- Wet Tropics (WT)
  - Herbert (WET1)
  - Tully (WET2)
  - Innisfail (WET3)
  - Atherton (WET4)
  - Paluma – Seaview (WET5)
  - Kirrama – Hinchinbrook (WET6)
  - Bellenden Ker – Lamb (WET7)
  - Macalister (WET8)
  - Daintree – Bloomfield (WET9)
- Yalgoo (YAL)
  - Edel (YAL1)
  - Tallering (YAL2)

## Belege
- Australia's Biogeographical Regions. Department of the Environment, Water, Heritage and the Arts, Australian Government, abgerufen am 13. Januar 2009.
- IBRA Version 6.1 data. (Search in "Title" for "IBRA").